# 白若溪
白若溪（1986年5月20日—），中国创作型歌手，主要作品有〈晴〉、〈你的世界〉、〈天使的梦〉、〈糖水豌豆〉、〈香水〉、〈淡蓝色〉、〈完美的一天〉等，同时也翻唱了罗大佑的〈追梦人〉等许多脍炙人口的歌曲。目前她主要在北京製作电影配乐、编曲，以及音乐剧的演出。